# Compsophorus rufus
Compsophorus rufus är en stekelart som först beskrevs av Gyöö Viktor Szépligeti 1908.  Compsophorus rufus ingår i släktet Compsophorus och familjen brokparasitsteklar.

## Underarter
Arten delas in i följande underarter:
- C. r. merumontis
- C. r. usambaricus